# 衝組
《衝組》（英語：Tshiong），是一部於2017年上映的搖滾動作喜劇電影。由蔡昌憲、葉湘怡、余佩真、吳朋奉、李亦捷、林昶佐、劉笙彙、汪子驤、高嘉嶸領銜主演，台灣於2017年12月29日上映。

## 演員列表

### 主要演員
| 演員姓名 | 角色名稱   | 介紹                 |
| 蔡昌憲   | 阿德       | 土靈樂團 主唱        |
| 林昶佐   | 閃靈Freddy | 閃靈樂團 主唱        |
| 葉湘怡   | 閃靈Doris  | 閃靈團長             |
| 劉笙彙   | 閃靈小黑   | 閃靈 電吉他手        |
| 汪子驤   | 閃靈丹尼   |                      |
| 高嘉嶸   | 閃靈小捲   |                      |
| 李亦捷   | 曉涵       | 閃靈 助理            |
| 余佩真   | 阿珍       | 阿德的青梅竹馬       |
| 吳朋奉   | 阿珍爸     | 宋江陣團長           |
| 吳碧蓮   | 阿德嬤     | 阿德的阿嬤           |
| 北村優衣 | 塌可       | 貓貓的友人           |
| 謝文馨   | 貓貓       | 阿德等客運認識的友人 |
| 邱彥翔   | 貓女爸     |                      |

### 其他演員
| 演員姓名    | 角色名稱     | 介紹              |
| 陳萬號      | 阿旺仔       | 土溝村代表會 主席 |
| 應蔚民      | 政府機關人員 | 警政人員          |
| 羅玉婷      | 土靈阿月     | 土靈樂團 貝斯手   |
| 蘭迪·布萊斯 | Randy Blythe | 閃靈的友人        |
| 楊烈        | 總統         |                   |

## 拍攝地點
該片於台中市多處拍攝，包括：臺中極限運動場、臺中凱悅KTV、臺中市政路大樓頂樓、臺中國家歌劇院外觀、洲際棒球場及霧峰區等等。臺中市政府也給予該片400萬元輔導金及拍攝支援。

## 電影歌曲
| 曲別   | 歌名                             | 演唱者   | 作詞   | 作曲   |
|        | 衝                               | 閃靈樂團 | 林昶佐 | 林昶佐 |
|        | 未圓的夢                         | 閃靈樂團 | 林昶佐 | 林昶佐 |
|        | 烏雲罩月                         | 閃靈樂團 | 林昶佐 | 林昶佐 |
|        | 保莊頭                           | 閃靈樂團 | 林昶佐 | 林昶佐 |
|        | 守田園                           | 閃靈樂團 | 林昶佐 | 林昶佐 |
|        | 失去的名字                       | 閃靈樂團 | 林昶佐 | 林昶佐 |
|        | Limited Freedom                  | 閃靈樂團 | 林昶佐 | 林昶佐 |
|        | 斷悲命輪迴                       | 閃靈樂團 | 林昶佐 | 林昶佐 |
|        | 夢                               | 閃靈樂團 | 林昶佐 | 林昶佐 |
|        | 希望                             | 閃靈樂團 | 林昶佐 | 林昶佐 |
| 主題曲 | 失落的令旗                       | 閃靈樂團 | 林昶佐 | 林昶佐 |
|        | 暮沉武德殿 （電音 Remix）        | 閃靈樂團 | 林昶佐 | 林昶佐 |
|        | 火燒島 （電音 Remix）            | 閃靈樂團 | 林昶佐 | 林昶佐 |
|        | 皇軍 2015大港開唱 （現場暴動版） | 閃靈樂團 | 林昶佐 | 林昶佐 |

## 外部連結
- 衝組的Facebook專頁[]
- 豆瓣电影上《衝組》的資料 （简体中文）
- 開眼電影網上《衝組》的資料（繁體中文）
- Yahoo奇摩電影上《衝組》的資料（繁體中文）
- 互联网电影数据库（IMDb）上《衝組》的资料（英文）